# Olympische Winterspiele 2014/Shorttrack – 1500 m (Frauen)
Der Wettkampf über 1500 m Shorttrack der Frauen bei den Olympischen Winterspielen 2014 wurde am 15. Februar 2014 im Eisberg-Eislaufpalast ausgetragen.
Olympiasiegerin wurde die Chinesin Zhou Yang, vor Shim Suk-hee aus Südkorea und der Italienerin Arianna Fontana.

## Rekorde

### Bestehende Rekorde
| Weltrekord         | Zhou Yang | 2:16,729 min | Salt Lake City | 9. Februar 2008  |
| Olympischer Rekord | Zhou Yang | 2:16,993 min | Vancouver      | 20. Februar 2010 |

## Ergebnisse
Q – Qualifikation für die nächste Runde
ADV – Advanced
DNF – Wettkampf nicht beendet
DSQ – Disqualifikation

### Vorläufe
| Rang | Lauf | Athletin            | Land               | Zeit (min) | Anmerkungen |
| ---- | ---- | ------------------- | ------------------ | ---------- | ----------- |
| 1    | 1    | Shim Suk-hee        | Südkorea           | 2:24,765   | Q           |
| 2    | 1    | Marie-Ève Drolet    | Kanada             | 2:24,859   | Q           |
| 3    | 1    | Anna Seidel         | Deutschland        | 2:25,700   | Q           |
| 4    | 1    | Martina Valcepina   | Italien            | 2:27,212   |             |
| 5    | 1    | Véronique Pierron   | Frankreich         | 2:55,658   | ADV         |
| 6    | 1    | Walerija Reznik     | Russland           | —          | DSQ         |
| 1    | 2    | Arianna Fontana     | Italien            | 2:29,645   | Q           |
| 2    | 2    | Olga Beljakowa      | Russland           | 2:29,880   | Q           |
| 3    | 2    | Ayuko Itō           | Japan              | 2:30,354   | Q           |
| 4    | 2    | Inna Simonowa       | Kasachstan         | 2:30,499   |             |
| 5    | 2    | Tatiana Bodóva      | Slowakei           | 2:31,788   |             |
| 6    | 2    | Elise Christie      | Großbritannien     | —          | DNF         |
| 1    | 3    | Cho Ha-ri           | Südkorea           | 2:27,629   | Q           |
| 2    | 3    | Valérie Maltais     | Kanada             | 2:27,721   | Q           |
| 3    | 3    | Li Jianrou          | China              | 2:27,758   | Q           |
| 4    | 3    | Alyson Dudek        | Vereinigte Staaten | 2:27,899   |             |
| 5    | 3    | Charlotte Gilmartin | Großbritannien     | 2:27,935   |             |
| 6    | 3    | Biba Sakurai        | Japan              | 2:28,127   |             |
| 1    | 4    | Jorien ter Mors     | Niederlande        | 2:21,626   | Q           |
| 2    | 4    | Bernadett Heidum    | Ungarn             | 2:21,826   | Q           |
| 3    | 4    | Agnė Sereikaitė     | Litauen            | 2:21,900   | Q           |
| 4    | 4    | Lucia Peretti       | Italien            | 2:22,953   |             |
| 5    | 4    | Deanna Lockett      | Australien         | 2:25,140   |             |
| 6    | 4    | Wolha Talajewa      | Belarus            | 2:27,817   |             |
| 1    | 5    | Zhou Yang           | China              | 2:26,543   | Q           |
| 2    | 5    | Jessica Smith       | Vereinigte Staaten | 2:26,703   | Q           |
| 3    | 5    | Yara van Kerkhof    | Niederlande        | 2:26,809   | Q           |
| 4    | 5    | Marianne St-Gelais  | Kanada             | 2:27,071   |             |
| 5    | 5    | Yui Sakai           | Japan              | 2:27,198   |             |
| 6    | 5    | Kateřina Novotná    | Tschechien         | 2:27,232   |             |
| 1    | 6    | Emily Scott         | Vereinigte Staaten | 2:22,641   | Q           |
| 2    | 6    | Kim A-lang          | Südkorea           | 2:22,864   | Q           |
| 3    | 6    | Veronika Windisch   | Österreich         | 2:23,042   | Q           |
| 4    | 6    | Liu Qiuhong         | China              | 2:24,640   |             |
| 5    | 6    | Zsófia Kónya        | Ungarn             | 2:55,523   |             |
| 6    | 6    | Tatjana Borodulina  | Russland           | —          | DNF         |

### Halbfinale
QA – Qualifikation für das A-Finale
QB – Qualifikation für das B-Finale
| Rang | Lauf | Athletin          | Land               | Zeit (min) | Anmerkungen |
| ---- | ---- | ----------------- | ------------------ | ---------- | ----------- |
| 1    | 1    | Zhou Yang         | China              | 2:18,825   | QA          |
| 2    | 1    | Shim Suk-hee      | Südkorea           | 2:18,966   | QA          |
| 3    | 1    | Marie-Ève Drolet  | Kanada             | 2:19,516   | QB          |
| 4    | 1    | Jessica Smith     | Vereinigte Staaten | 2:20,259   | QB          |
| 5    | 1    | Yara van Kerkhof  | Niederlande        | 2:20,291   |             |
| 6    | 1    | Anna Seidel       | Deutschland        | 2:20,405   |             |
| 1    | 2    | Arianna Fontana   | Italien            | 2:19,336   | QA          |
| 2    | 2    | Jorien ter Mors   | Niederlande        | 2:19,382   | QA          |
| 3    | 2    | Bernadett Heidum  | Ungarn             | 2:20,196   | QB          |
| 4    | 2    | Véronique Pierron | Frankreich         | 2:20,216   | QB          |
| 5    | 2    | Olga Beljakowa    | Russland           | 2:20,391   |             |
| 6    | 2    | Agnė Sereikaitė   | Litauen            | 2:20,398   |             |
| 7    | 2    | Ayuko Itō         | Japan              | 2:56,961   |             |
| 1    | 3    | Li Jianrou        | China              | 2:22,866   | QA          |
| 2    | 3    | Kim A-lang        | Südkorea           | 2:22,928   | QA          |
| 3    | 3    | Valérie Maltais   | Kanada             | 2:23,069   | QB          |
| 4    | 3    | Veronika Windisch | Österreich         | 2:23,241   | QB          |
| 5    | 3    | Emily Scott       | Vereinigte Staaten | 2:23,439   | ADV         |
| 6    | 3    | Cho Ha-ri         | Südkorea           |            | DSQ         |

### B-Finale
| Rang | Athletin          | Land               | Zeit (min) | Anmerkungen |
| ---- | ----------------- | ------------------ | ---------- | ----------- |
| 8    | Valérie Maltais   | Kanada             | 2:24,711   |             |
| 9    | Jessica Smith     | Vereinigte Staaten | 2:25,787   |             |
| 10   | Marie-Ève Drolet  | Kanada             | 2:25,870   |             |
| 11   | Bernadett Heidum  | Ungarn             | 2:26,004   |             |
| 12   | Véronique Pierron | Frankreich         | 2:26,066   |             |
| 13   | Veronika Windisch | Österreich         | 2:26,296   |             |

### A-Finale
| Rang | Athletin        | Land               | Zeit (min) | Anmerkungen |
| ---- | --------------- | ------------------ | ---------- | ----------- |
| 1    | Zhou Yang       | China              | 2:19,140   |             |
| 2    | Shim Suk-hee    | Südkorea           | 2:19,239   |             |
| 3    | Arianna Fontana | Italien            | 2:19,416   |             |
| 4    | Jorien ter Mors | Niederlande        | 2:19,656   |             |
| 5    | Emily Scott     | Vereinigte Staaten | 2:39,436   |             |
| 6    | Li Jianrou      | China              | —          | DNF         |
| 7    | Kim A-lang      | Südkorea           | —          | DSQ         |